# Болч Спрингс (Тексас)
Болч Спрингс (енгл. Balch Springs) град је у америчкој савезној држави Тексас. По попису становништва из 2010. у њему је живело 23.728 становника.

## Демографија
Према попису становништва из 2010. у граду је живело 23.728 становника, што је 4.353 (22,5%) становника више него 2000. године.
| Група             | 2000.          | 2010.          |
| Белци             | 10.249 (52,9%) | 6.577 (27,7%)  |
| Афроамериканци    | 3.589 (18,5%)  | 5.755 (24,3%)  |
| Азијати           | 123 (0,6%)     | 209 (0,9%)     |
| Хиспаноамериканци | 4.983 (25,7%)  | 10.870 (45,8%) |
| Укупно            | 19.375         | 23.728         |